# 明和電機
明和電機（めいわでんき、Maywa Denki）は、
1. 土佐 信道（とさ のぶみち）プロデュースによる、中小電機メーカーに「擬態」した芸術ユニット。本項で詳述する。
2. 上記ユニットをマネジメントする芸能事務所、法人。株式会社明和電機。
3. 上記ユニット、法人が製造販売する商品や役務の商標[1]。

作品制作のほか、音楽活動、舞台パフォーマンス、タレント活動も行っている。

## メンバー

### 土佐信道
とさ のぶみち、1967年4月14日 - 、弟
- 現在の明和電機「代表取締役社長」かつ唯一の「正社員」を自称する。兵庫県赤穂市出身で、小学校途中から広島県呉市西惣付町で育つ[2][3]。呉市立片山中学校、広島県立呉三津田高等学校、筑波大学芸術専門学群構成専攻総合造形領域を卒業し、筑波大学大学院芸術研究科デザイン専攻総合造形分野修士課程を修了した。修士（デザイン学）。筑波大学在学中に魚器シリーズの源流となる作品を発表し、兄の正道を引き入れて明和電機を結成した。

### 土佐正道
とさ まさみち、1965年7月16日 - 、兄
- 元「代表取締役社長」現「会長」。兵庫県赤穂市出身で、11歳から広島県呉市で育ち[3]、広島経済大学経済学部を中退した。2001年に「定年退職」の名目で脱退してアーティスト・グループ『昭和40年会』に参加（2008年に脱退）する一方、デジタルコミック『週刊少年タケシ』やタミヤの工作シリーズなど独自に作品発表や音楽活動などを行う。

### 経理のオノさん
ヲノサトル、青ネクタイ。活動期間:1994 -　 。
- 「東京人材派遣センターより出向してきた“経理の小野”」として紹介される[6]。ディレクション、楽曲の編曲や楽器演奏などを手がける。

### 研究員のクワクボくん
クワクボリョウタ、黄色ネクタイ。活動期間:1998 - 2013 
- 『ビットマン』など電子回路を応用した作品の開発支援に携わるデバイス・アーティスト。1998年,「研修生」として初参加[7]。その後、「研究員」[8][9]。

### 工員さん
初期は「期間工」、「期間工員」など
- 工員A、工員B、工員C、工員D
  - 作品制作やライブパフォーマンスに携わるアシスタント。3年前後で「卒業」し、交代していく。すべて男性。意図的に無表情、「ウッス」以外のセリフがないなど、ほぼ黒子扱い[11][12]。
- 工員Z
  - webサイト・ブログの文章、広報のデザインなどを担当。全国ツアー、初期のライブなどに登場[13][14][15][16]
- 専属歌手の大谷健太郎、活動期間:1994年-2000
  - 一時期、「地球のプレゼント」でメインボーカルを担当[17][18]。

### ナッパーズ
女性コーラス、メインボーカルも担当。名前は女性制服の“ナッパ服”に由来。活動期間:1995 - 2000
- 丸山優子、SETより「出向」：1995 - 2000、「イカリを揚げよう」でメインボーカルを担当[18]。
- 白土直子、SETより「出向」：1995 - 2000、「お陽さま見えたらふとん干して」でメインボーカルを担当[18]。
- 野畑桂子/vivi,ビビ、「バイト」として参加：1995 - 1998、「バレリーナ」でメインボーカルを担当（野畑桂子名義）[18]。

## 中小企業を模した活動スタイル
明和電機の名は、土佐兄弟の父親・阪一が過去に兵庫県赤穂市にて経営していた電機部品メーカー、有限会社明和電機（1969年創業、1979年廃業）の名前に由来する。父の阪一は神戸の新明和工業で飛行艇の尾翼の設計に携わっていたこともある。
明和電機の活動も中小企業風のスタイルで、青色の作業服をまとい、社長、副社長、経理、工員（アシスタントに相当）と互いを呼び合って行われている。作品は「製品」と呼ばれ、ライブは「製品デモンストレーション」、制作は「製品開発」、展覧会は「新製品発表展示会」と呼ばれる。作品の多くは一点物であるが、「製品」のうちいくつかは実際に注文生産、あるいは工業生産に向くように改良のうえ大量生産され販売された。
「やったもんがち、とったもんがち」という社訓のもと活動。活動方針として「やりにげ」を掲げている。
2004年より年1回開催されている『事業報告ショー』は、企業における事業報告会のスタイルを模したものになっており、パソコンとパワーポイントを使用したプレゼンテーションなど、随所に明和電機流の「やりにげ」精神が盛り込まれている。
また、2010年頃から開催される多くの製品デモンストレーションやイベントにおいて、写真・動画撮影を許可しておりソーシャルメディア（動画配信サイトやSNSなど）へのアップロード・拡散を推奨。マスプロモーションも兼ねており、製品を「作ること」と同様に「見せること」も重要視している。

## 明和電機のマスプロダクト
明和電機は商品展開を通して、芸術を広く大衆に普及させている（アバンギャルド）。明和電機の著書の中に「モクギョ」にまつわる話がある。それは、因果応報をあらわすのに、「魚」というモチーフを使い、音で人を集め、ともすれば難しい説法を解り易くそのカタチで説明する、というくだりだ。これは、明和電機の活動そのものに非常に良く似ている。面白いパフォーマンスで人を呼び集め、集まった人々は知らず知らず明和電機の作り出す不可解な芸術の世界にどっぷりと嵌っていくのだ。
明和電機は「四つの製品群」を様々なマスプロダクトに落とし込んでいる。その多角的な商品展開を、頭文字をとって「ABCDEFG計画」と呼んでいる。
A＝Art
B=Book
C=CD
D=DVD,VIDEO
E=E Business（eビジネス）
（公式HPではEXPO及びeventとなっているが、最新のカタログではデジタルコンテンツのeビジネスとなっている。2015年現在）
F=Fashion
G=Goods

## 活動履歴
- 高校時代から兄弟でバンド活動を行い、当時は画期的だったパソコンの自動演奏を駆使、中国新聞に取り上げられ「テクノ兄弟」と記事にもなる[3]。これが明和電機の原点[3]。
- 所属事務所はソニー・ミュージック・エンタテインメント（1993年 - 1998年）、吉本興業（1998年 - 2016年）を経て、株式会社明和電機。
- 2019年3月より、「アートからマスプロダクトへ」のテーマのもと、東京秋葉原にて実店舗の公式ショップを開店。

### 日本国内での展示
- 1996年〜1997年「ツクバ展」(東京)(京都)(広島)(名古屋)
- 1996年12月　第2回 アートビジネスオーディション「大アート展」(東京)、12月〜2月(大阪)
- 1997年9月〜11月「魚器(NAKI)展」 (札幌)(東京)(大阪)(広島)
- 1998年8月「明和電機展'98」箱根彫刻の森美術館 (神奈川)
- 1998年12月〜1999年1月　「明和電機ショールーム」三菱地所アルティアム（福岡）
- 1999年3月〜4月「明和電機 百貨展'99」小田急美術館(東京)、神戸大丸ミュージアム（兵庫）
- 2000年5月「FISH→FLOWER」展 アニエス・ベー青山店 (東京) Part1 NAKI展、8月 Part2 EDELWEISS展
- 2002年8月〜9月「ロマンス・エンジニアリング展」パルコ(東京)、10月 パルコ(名古屋)
- 2004年7月〜10月　「明和電機　ナンセンス＝マシーンズ」広島市現代美術館（広島）
- 2004年11月〜12月　「明和電機　ナンセンス＝マシーンズ」NTTインターコミュニケーション・センター（東京）
- 2006年7月〜9月　「明和電機　ナンセンス＝マシーンズ」霧島アートの森（鹿児島）
- 2007年7月〜8月　「明和電機　ナンセンス＝マシーンズ」岡山市デジタルミュージアム（岡山）
- 2008年1月　「明和電機　ノック！ミュージックの世界展」ギャラリール・ベイン＋ギャラリーMITATE（東京）
- 2008年2月〜4月　「明和電機　ノック！ミュージックの世界展」オリエンタルデザインギャラリー（広島）
- 2009年4月　「明和電機　ナンセンス＝マシーンズ」高知県立美術館（高知）
- 2009年5月〜8月　山中俊二ディレクション「骨」21_21 Design Sight（東京）
- 2010年2月〜3月　「サイバーアーツジャパン　アルスエレクトロニカの30年」東京都現代美術館（東京）
- 2010年5月〜6月　「明和電機ボイス計画宣言」西武渋谷店（東京）
- 2010年6月〜10月　「ノック！ミュージック〜打楽器からコンピュータに至る4つの進化論〜」日本科学未来館（東京）
- 2011年12月〜4月　「VISUAL CIRCUS」SKIPシティ映像ミュージアム（埼玉）
- 2014年1月〜2月　「ナンセンスマシーンズ展」金沢21世紀美術館（石川）
- 2014年4月〜6月　「EDELWEISS」市川市芳澤ガーデンギャラリー（千葉県）
- 2015年3月　“つくばメディアアートフェスティバル”茨城県つくば美術館（茨城県）
- 2016年6月　「明和電機 ナンセンスマシーン展  in 大阪」グランフロント大阪（大阪）
- 2018年7月〜9月　「明和電機 ナンセンスマシーン展 in 大分」大分市美術館（大分）
- 2018年10月〜11月　「明和電機ナンセンスマシーン展 in 長崎」長崎県立美術館（長崎）
- 2019年3月～　東京ラジオデパートにて明和電機の公式ショップを開店（東京）
- 2021年10月～11月 ナンセンスファクトリーin愛知「豊川地域文化広場 桜ヶ丘ミュージアム」(愛知)
- 2022年5月 「明和電機 ナンセンスファクトリー展 inつくば」茨城県つくば美術館（茨城）
- 2022年8月　「明和電機　オモチャができるまで展」柏マルイ（千葉）
- 2023年4月〜5月　「静電場朔×明和電機 超級麻雀音楽展」SOMSOC GALLERY（東京）
- 2023年6月〜7月　「明和電機のプロトタイプ展」EARTH+GALLERY（東京）
- 2023年9月〜11月　「明和電機 ナンセンスファクトリー展 in 呉」呉市立美術館（広島）
- 2023年12月～2024年3月 「明和電機 ナンセンスマシーン展in札幌」札幌芸術の森美術館（北海道）
- 2024年7月～9月 「明和電機 ナンセンスマシーン展in沖縄」沖縄県立博物館・美術館（沖縄）
- 2025年7月～9月（予定） 「明和電機 ナンセンスマシーン展in酒田」酒田市美術館（山形）

### 日本国外での展示
- 2001年3月「明和電機 パリ展」アニエス・ベー ギャラリー(フランス)
- 2001年5月 「Tokyo Life  明和電機 ロンドン展」セリフリッジ(イギリス)
- 2003年9月　「アルス・エレクトロニカ　サイバーアーツ　2003」OKセンター（オーストリア）
- 2003年10月〜2004年1月　「人とロボット展」パリ日本文化会館（フランス）
- 2005年10月〜11月　「ナンセンスマシーンズ」ジョーダン・シュニッツァー美術館（アメリカ　オレゴン）
- 2006年9月　「ナンセンスマシーンズ：魚器」アニエス・ベーライブラリーギャラリー（香港）
- 2007年10月〜11月　「ナンセンスマシーンズ：魚器」Eslite Sinyi store （1階ロビー、2階アニエス・ベー　SPORT b店舗）（台湾）
- 2008年11月　「Article Biennale 08」（ノルウェー　スタバンガー）
- 2009年10月　「デバイスアート2009」Gallery Nano（クロアチア）
- 2009年9月　「アルス・エレクトロニカ　2009」アルスエレクトロニカセンター（オーストリア　リンツ）
- 2009年9月　「文化庁メディア芸術祭　イスタンブール展　2010」ペラ美術館（トルコ）
- 2011年6月〜7月　「TRANSFORMER」Le360（フランス　ベチューヌ）
- 2011年「筑波大学アルスエレクトロニカ2011年　キャンパス展」kunstunversität（オーストリア　リンツ）
- 2013年6月　「明和電機20周年記念展」誠品書店×明和電機（台湾）
- 2014年4月〜1月　「Art Robotique/Robotic Art」CitédesSciencesetdel’ industrie,Paris.
- 2014年12月〜1月「Shenzhen NewMedia Art Festival」（中国）

### 主な受賞歴
- 1993年 ソニー・ミュージックエンタテインメント第2回アート・アーティストオーディション大賞受賞
- 1996年 魚骨型電源用延長コード「魚コード」モノマガジン・スーパーグッズ・オブ・ザ・イヤー編集部特別賞受賞
- 2000年 第3回文化庁メディア芸術祭　デジタルアート・インタラクティブ部門優秀賞受賞
- 2003年 アルス・エレクトロニカ・インタラクティブアート部門　準グランプリ受賞
- 2006年 eAT KANAZAWA'06　名人賞受賞
- 2010年 電子楽器「オタマトーン」日本おもちゃ大賞2010「ハイ・ターゲット・トイ部門　大賞」受賞
- 2010年 電子楽器「オタマトーン」ライセンシング・オブ・ザ・イヤー2010「プロダクトライセンシー賞」受賞
- 2015年 「omosiroi award World OMOSIROI Award 1st.」受賞

### 日本国内でのライブ
- 1994年11月　単独ライブ「Switched On Kappa」東京
- 1995年7・10・11月　単独ライブ「Switched On Kappa 95」東京
- 1996年1〜3月　ライブツアー「日本公演」東京、大阪、名古屋、仙台、福岡、札幌
- 1998年5〜6月　ライブツアー「ドライブド・ライブ 98」東京、大阪、名古屋、広島、福岡、札幌
- 1999年5月〜7月　ライブツアー「ホール in ラブ'99」東京、神奈川、大阪
- 2000年5〜6月　ライブツアー「フォービューティフルヒューマンライブ」東京、名古屋、大阪
- 2000年9月　単独ライブ「ホール in ラブ’2000」千葉
- 2002年7〜8月　ライブツアー「明和電機ジャンボリー」東京、大阪、名古屋、広島
- 2004年　ライブツアー「メカトロニカ」東京、大阪、広島
- 2005年　ライブツアー「Switched On Kappa 2005」東京、名古屋、大阪、福岡、台湾（5か所6回公演）
- 2007年2月　単独ライブ「六本木メカトロニカ」国立新美術館（東京）
- 2007年10月　単独ライブ「松本メカトロニカ」（長野）
- 2008年2月　単独ライブ「メカトロニカ」（広島）
- 2010年12月　単独ライブ「ボイスメカニクス」品川よしもとプリンスシアター（東京）
- 2011年　ライブツアー「ボイスメカニクス」東京、大阪、高知、島根、福岡、岡山（6か所7回公演）
- 2013年12月　単独ライブ「祝・明和電機20周年ライブ」赤坂BLITZ（東京）
- 2014年8月　「びわ湖ホールなつフェスタメカニカルライブ」びわ湖ホール（滋賀）
- 2021年10月 「ナンセンスマシーンコンサート」（ナンセンスマシーンin愛知関連イベント） 豊川市文化会館(愛知)
- 2022年12月 「ナンセンスマシーンコンサート」大野城まどかぴあ（福岡）
- 2025年4〜8月　ライブツアー「全国47都道府県ひとりコンサート 明和電機☆UMEツアー2025」

### 日本国外でのライブ
- 2003年10月〜04年1月　ライブツアーパリ「メカトロニカ」（4公演）
- 2005年9月　「BIAS」LUXY（台湾）
- 2005年7月　「カルティエデテ　フェスティバル」チュルイリー公演（パリ）
- 2005年1月　「The jill Watsin Festival Across the Arts」カーネギー・メロン大学（アメリカ・ピッツバーグ）
- 2005年11月　「明和電機ライブ」シェドコンサートホール（アメリカ　オレゴン）
- 2006年6月　「Bellurd Bollwerk International」（スイス　フリブール）
- 2006年7月　「digital brainstorming」（スイス）
- 2006年10月　「メカトロニカ」香港シティホール（香港　2公演）
- 2007年4月　「L’ EXPERIENCE JAPONAISE」ニーム劇場（フランス　ニーム）
- 2007年6月　「Esplanade Presents Mechatronica」エスプラネードコンサートホール（シンガポール）
- 2007年11月　「メカトロニカ」ソンナムアートセンター　オペラハウス（韓国）
- 2008年2月　「Japan! Culture +　Hyperculture」ジョンF・ケネディセンター（アメリカワシントンDC）
- 2008年6月　「Les Beins Numeriques #3」Enghien Les Bains（フランス　アンギャン・レ・バン）
- 2008年11月　「FAT FESTIVAL 08」チャレンジャー・ホール（タイ）
- 2009年10月　「デバイスアート2009」Kapelica gallery（スロヴェニア）Tvornica Jedinstvo（クロアチア）
- 2010年7月　「GREC Festival de Barcelona」CCCB（スペイン　バルセロナ）
- 2011年4月　「ボイスメカニクス」Star Hall（香港）
- 2011年5月　「digital branstorming」PLAZA（スイス）
- 2011年9月　「ボイスメカニクス」ATT Show Box（台湾）
- 2013年7月　「Japan Expo」（フランス）
- 2014年6月　「Voice Mechanics」esplanade（シンガポール）
- 2014年11月　「最強美少女博覧会」台湾台北市（台湾）
- 2013年〜2016年　「ROBOT！」（フランス）
- 2016年1月　「超常識機械・明和電機」Nonsense Machine 明當代美術館（上海・中國）

### プロデュースイベント
- 2007年11月　「バカロボ2007」ルミネtheよしもと（東京）
- 2008年12月　「バカロボ2008」よしもと∞ホール（東京）
- 2009年11月　「ストレンジボイス」品川よしもとプリンスシアター（東京）
- 2015年5月　「Mise Mono GO!Yeahhh!!!」渋谷西武百貨店（東京）
- 2014年7月　「ヒゲ博士とナンセンス★マシーン」スクエア荏原ひらつかホール（東京）沖縄市民会館大ホール（沖縄）
- 2015年6月　「ロボ婚」青山CAY（東京）
- 2015年7月〜8月　「ヒゲ博士とナンセンス★マシーン」高知（高知県立県民文化ホール）、沖縄（桜坂劇場）、東京（スクエア荏原）（3か所6回公演）

### 略歴
- 1993年5月 土佐正道（兄、社長）土佐信道（弟、副社長）からなる明和電機を結成
- 1993年9月 ソニー・ミュージックエンタテインメント主催 第2回アートアーティストオーディション 大賞受賞、1994年より1998年9月まで専属芸術家となる。
- 1995年7月「キュレーターズ・アイ'95」明和電機展で「サバオ」40体限定発売（東京）
- 1995年10月〜1996年3月 テレビ東京『タモリの音楽は世界だ』にレギュラー出演。
- 1996年1月 アルバム『提供 明和電機』でCDデビュー。
- 1996年4月 作品のひとつである魚骨型電源延長ケーブル『魚(な)コード』を量産化、レコード店で発売。
- 1996年9月「とびだせ！明和電機」上映　(東京)(大阪)　※3Dハイビジョンライブ映像
- 1996年11月〜　インターネットGOMESにて「国際技能訓練所(国連)」連載
- 1997年「魚器(NAKI)シリーズ」完結（1992年〜1997年）
- 1998年8月〜9月 ビットマン(マルチプル)発売
- 1998年10月 ソニー・ミュージックエンタテインメントがアート事業を撤退。あらたな所属先として吉本興業に移籍。
- 1998年10月〜1999年10月 産経新聞大阪版夕刊にて「明和電機ショートストーリー」連載
- 1998年11月 筑波大学25周年記念ライブ「明和電機 ツクバ凱旋公演」開催(茨城)
- 1999年3月〜4月「明和電機 百貨展'99」小田急美術館(東京)にてGM-NAKIシリーズ(量産型魚器)発売（第2期受注生産）

量産型：グラフィッシュ、グラスカープ、肺魚、パチモク、サバオ、コイビート、魚竪琴
- 1999年8月〜9月「GM-NAKIシリーズ(量産型魚器)」発売（第3期受注生産）

量産型：グラフィッシュ、グラスカープ、肺魚、パチモク、サバオ、コイビート、魚竪琴、ウケ-テル、金魚のフン、ウオノメ、魚打棒
- 1999年11月　小樽よしもと展、展示＆ライブ　※吉本興業と初コラボレーション
- 2000年 グッドデザイン賞を人間として初めて受賞（新領域デザイン部門）。

第3回文化庁メディア芸術祭 デジタルアート・インタラクティブ部門優秀賞を受賞。
- 2000年4月〜5月　グループ展「三田村畯右と「総合造形展」」参加　茨城県つくば美術館（茨城）
- 2000年10月〜朝日新聞朝刊毎週土曜日「マリオン」のコーナーにEDELWISS関連のエッセイ連載開始（3ヶ月間）※関東、東北、北信越、静岡、山梨
- 2000年9月〜10月　MATSUKYO-OIL(シリアルナンバー入り)発売
- 2001年4月 土佐正道が「定年退職」。土佐信道が「代表取締役社長」に昇格。
- 2001年9月〜10月　「モノの芸術・メディアのアート〜表現者達の冒険〜」常葉美術館(静岡)
- 2003年 アルス・エレクトロニカ インタラクティブアート部門準グランプリを受賞。
- 2004年3月 一年間の活動を総括する『事業報告ショー』を開催（以後2008年まで年1回定期開催）
- 2004年 創業以来最大の規模の展覧会『ナンセンス＝マシーンズ展』が広島・東京にて開催(2006年夏には鹿児島県の霧島アートの森でも開催)。
- 2005年6月  「NOVMICHI TOSA ドローイング展」開催 (東京)　※土佐信道、初のドローイング展
- 2005年8月 GM魚器展開催「GM-NAKIシリーズ(量産型魚器)」発売（東京）

量産型：グラフィッシュ、グラスカープ、肺魚、パチモク、サバオ、コイビート、魚竪琴、ウケ-テル、金魚のフン、ウオノメ、魚打棒、弓魚、オタクギョタク、魚器BOX
- 2006年3月〜4月  GM魚器発売 (2006春 受注生産)
- 2006年7月〜9月  GM魚器発売 (2006夏 受注生産)

量産型：グラフィッシュ、グラスカープ、肺魚、パチモク、サバオ、コイビート、魚竪琴、ウケ-テル、金魚のフン、魚打棒、弓魚、オタクギョタク、魚コードライトスタンド、魚器BOX
- 2007年 「ツクバジオラマ基地」が東京都写真美術館のパーマネントコレクション（永久収蔵品）となる
- 2007年7月〜8月 『ナンセンス＝マシーンズ展』を岡山県で開催。
- 2007年11月 “まじめ”なテーマの世界初・笑えるロボットコンテスト「バカロボ2007」を開催。
- 2008年3月 事業報告ショーにおいて、土佐正道が前年の父・阪一逝去により空席となった会長職に就任。
- 2008年8月 ナンセンス・オモチャ研究所を明和電機アトリ工で開催。（以来、定期開催）
- 2008年12月 「バカロボ2008」を開催。（ヨシモト∞ホールにて）
- 2009年4月〜5月 『ナンセンス＝マシーンズ展2009』が高知県立美術館にて開催。
- 2009年10月 オタマジャクシ型電子楽器「オタマトーン」を発売。
- 2011年3月 「特別広報部 派遣女子社員」として、よしもとグラビアエージェンシー（YGA）メンバー：花乃由布莉・林沙奈恵・三澤佳奈によるアイドルユニット『NUT』（ナット）をプロデュース。
- 2012年3月〜4月  イッセイミヤケ ELTTOB  TEPで「オタマトーン展」開催 (東京)
- 2012年5月　従来のオタマトーンを二回り大きくしたオタマトーンDX発売。
- 2013年10月　六甲オルゴールミュージアム　明和電機メカニカル☆ディスコナイト
- 2013年11月 「明和電機×Aruta Soup展」開催 - GALLERY ABYDOS（東京）
- 2014年1月〜2月　2013年に明和電機20周年を迎え、その節目に金沢21世紀美術館にて「明和電機ナンセンスマシーンズ展」を開催。
- 2014年9月ドラム楽器「Mr.Knocky（ミスターノッキー）」の発売。
- 2014年10月　京都国際映画祭　アートイベント G.O.ファイヤー　ヤノベケンジ×明和電機×石橋義正
- 2014年12月オタマトーンのドレミの位置をわかりやすくした「オタマトーンでじたる」の発売。
- 2014年4月〜6月　市川市芳澤ガーデンギャラリーにて「明和電機EDELWEISS展」を開催。新作である「泣き羊」の発表。
- 2015年6月 青山CAYにてロボットによる結婚式「ロボ婚」をプロデュース。
- 2017年3月、フライングタイガーコペンハーゲンにて魚コード（micro-USBタイプCコネクタ）の偽物（Lightningコネクタ）が販売されている事を知り、同渋谷店に行き該当製品を在庫を含めて全品購入、改めて明和電機の製品としてリパックし販売する[20]。
- 2024年11月 筑波大学教授に就任。

## 明和電機の四つのシリーズからなる製品群
特に説明のない場合、作品名に続くアルファベットは作者が付与した「製品型式」であり、作品名の一部である。作品は工業製品の体裁を取っており、「アトリ工」（"エ"は工業の工の字を当てる）でABS樹脂、アルミニウムなどを用いて制作されている。

### ボイスメカニクスシリーズ
声が持つ「機能性」と「呪術性」という二つの面をモチーフとして開発されたナンセンスマシーン。
声の持つ仕組みの面白さと、感情に密接した音であることに惹かれ、展開していったシリーズである。そのイメージの原点ともなる1992年に描かれた「魚に喉を盗られた漁師」のスケッチは、「ある漁師ののどに魚がぴったりはめこまれている。その魚がはぎとられ、漁師は声を失う」という内容の悪夢から描き起こされたもので、その魚型の喉は、結果、オタマトーンへと変貌するのである。
ボイスメカニクスシリーズの着想以前に作られた作品に「ギョ・ルイ16世」がある。これは土佐信道が大学4年生のときに授業の課題で制作した玩具。操る人の喉にとりつけた「スイッチ」と「マイク」がギョ・ルイ16世につながっており、操る人が喋ると、同じタイミングで喋るというもの。名前の由来は、フランス王朝スタイルの服を着ていることから。
セーモンズ（VM-01）
ゴムでできた人工声帯にふいごで空気を送り、張力をコンピュータ制御することで、歌を歌う装置。三体あり、それぞれの名前は「アン（Anne）、ベティ（Betty）、クララ（Clara）」2004年
ディンゴ（VM-02）
人工声帯の音を、口にあたるパイプの開閉によって変化させて、「犬」のように吠える機械。2004年
ワッハゴーゴー（VM-03）
人間のように笑うロボット。はずみ車の回転エネルギーを使ってふいごを動かし、その風力で「人工声帯」を鳴らしつつ「音程」「フォルマント」「空気の流れる量」を制御することで、人間のように笑う機械。2009年
オタマトーンジャンボ（VM-04）
ライブステージ用に開発された大型のオタマトーン。口をあけるために専用のペンチを使用。「高　中　低」の音程の切り替え可能。ラインアウトつき。2010年
バウガン（VM-05）
犬のように吠えるライフル。2011年
ピアメカ（VM-06）
自動鍵盤ハーモニカ。風船から鍵盤ハーモニカに送られた空気をコンピュータ制御することで音を出す。2011年
シリンダリコーダー（VM-07）
自動パンフルート。風船から試験管に送られた空気をコンピュータ制御することで音を出す。2011年

### EDELWEISSシリーズ
2000年から本格的にスタートしたEDELWEISSシリーズは、土佐信道自身の「女性とは、そして生物的なメスとは何か？」という疑問がテーマ。女性の持つ「子宮、遺伝子、表層、ファッション、エロス、母性」などの特徴を、架空の結晶の花「EDELWEISS」に象徴させ、その花を探すためのアイテムを自ら作り出す、いわば「シンデレラ（＝花）を見つけるためにガラスの靴を自分で作る」という、逆転した創造的プロセスを行なっている。明和電機から切り離され、土佐信道の個人活動として展開されている。
2004年にEDELWEISSシリーズの要ともなる「EDELWEISS PROGRAM」という名の物語を発行。オスはその奴隷となり、完全にメス社会の“末京”を舞台に、「アップル・エンジン」、「プードルズの反乱」、「歌う櫛」の三つのおとぎ話によって構成されている。「プードルズの物語」と、最終章である「歌う櫛の物語」の間に挿入される、四つ目のおとぎ話になる「泣く羊のものがたり」については、現在執筆中とのこと。2014年。
「エーデルワイス」シリーズは、例えるなら「源氏物語」があって、そこから「貝あわせ」や「硯箱」のような工芸作品が生まれるのと似ています。（2004年11月ナンセンス＝マシーンズ展開催時インタビューより引用）
各品番は物語中該当する小節を表す。
ペルチェフラワー(Int1*)
低温で沸騰する特殊な液体をペルチェ素子で熱して風船を膨らませることによって咲く花。2023年
末京銃(Mat2*6)
150種類の化粧品が入った、ガラス瓶の弾丸を発射するマシンガン。「末京液」を製造。2000年
末京液(Mat1*5)
「末京銃」が発射した、150種類の化粧品が混ざってできた、究極の香水。2000年
末京灯(Mat2*1)
連結することで通電し、点灯する花形のライト。2007年
ハニーハンガー(Mat1*1)
服の重さでピストンが上がり、筒内のハチミツが服に染み出るハンガー。2002年
サバオ・マスク(App6*4)
ハンドルを回すと、顔が開閉するサバオのマスク。2001年
フラワーサバオ(App3*2)
少女たちが使う、プラスチック製の髪留めに埋もれたサバオ。2000年
マリンカ(App1*3)
演奏しながら開閉する、花形木琴。2001年
メカフォーク(App6*3)
自動フォークギター。「ドラム」「ベース」「ギター」「マンドリン」の四種。2002年
プードルズナイフ(Poo3*4)
プードルズヘッドの牙で作ったナイフ。2006年
プードルズヘッド(Poo5*3)
エンジンで駆動するナイフが並んだアゴで、メスを噛み砕く装置。2004年
ニュートン銃(App4*3)
林檎の弾丸を落下させ、地球の中心を正確に撃つライフル。照準器型の水平器つき。1998年
ムスタング(Poo5*4)
ガソリンを燃やし、純粋に排気ガスの香りを楽しむアロマ装置。容器は飛行機型に変形。2000年
ロマンスグラス
世界をロマンスで切り取る指輪。2006年
ブラッドリング
体温で色が変わる指輪。2007年
バク・オルゴール
夢を食べる獏の影絵がオルゴールにあわせて動く、ベッドサイドライト。2007年
泣き羊時計
涙が落ちることで、時間を計る水時計。2007年
スペルマ・アーマー(Cmb2*3)
甲冑を着た精子の模型。中のガラスの管に精子を収める。2000年
ヘアメータ(Cmb*4)
恋人からもらった髪の伸び縮みで、温度を測る携帯温度計。1999年
エーデルワイス・デジタル＜イメージモデル＞(Cmb1*4)
「ハミングする櫛」「皮膚で演奏するピアノのブレスレッド」「心拍の潮騒を聞くイヤリング」「声の波形を見るネックレス」「体温で成長する雪のブレスレッド」のイメージモデル。2008年
プレエーデル＜イメージモデル＞(Cmb1*4)
心拍に合わせて光るペンダント。イメージモデル。1999年
泣き羊
失明した目からは銀色の涙を流し、循環する羊型の仮面。2014年
オセロスコープ
2色の色面を回転させ色を混ぜることで、肌の色を測定する装置。
ホクロスコープ
ヘソを中心に全身のホクロの位置を正確に測る装置。これによりホクロの星座表をつくれる。
マウチュライター
穴の開いた文字盤を吸うことで肌にドット文字のキスマークをつける装置。

### 魚器(なき)シリーズ
魚器シリーズは人間を魚に比喩し単純化することで理解することを目的にした、魚骨をモチーフにした作品群。魚器図鑑の発表をもって完結した、明和電機の代表作。
1993年の明和電機デビュー前からそれは存在していた。
生命＝自分とは何か。自分自身すらわからない自分が、生命のことがわかるわけないやんけ！苦悩した信道は奈良、京都（奈良・京都巡礼の旅）を転々と旅し、その後ひたすら1000匹の魚を描き上げる（オタクギョタク）。そしてある日、そうや！自分を「魚」に置き換えたらええんや！という運命的な夜が訪れる。それは、芸術家になりたいと思い、表現してきたこととは違う、自分自身の中にある小さな「魚」という灰汁だった。（彼は幼いころから魚の悪夢を見続けていた）あとは、その灰汁を、どう演出し、発展させるかであった。そこから本格的に彼の芸術家としての道がスタートする。
魚器シリーズの中でも、「弓魚」、「魚打棒」、「肺魚」は「三種の神器」ならぬ「三種の魚器」と呼ばれ、その集大成ともなるのがSMEオーディション大賞受賞作、「ウケ-テル」である。
魚器シリーズ全てをミニチュア化し、AからZまで円環状に配置した模型がある。鑑賞者は中心に立ち、円環状に立ち並んだ作者の脳内の中央に配置されることになる。この模型は、マルセル・デュシャンの「トランクの中の箱」へのオマージュでもある。
ハンマーヘッド(NAKI-AX)ホルマリン漬けの鯉をパンチカードに従い電気制御し、管理社会を象徴する。1997年
ハリセンボンブ(NAKI-BX)カウンター付きの収納式ハリセンで、暴力と笑いによるコミュニケーションの潤滑を図る。1994年
コイビート(NAKI-CX)鯉に見立てて並べられた電気スイッチのオン・オフの組み合わせをスキャンし、ツクバシリーズの楽器を制御する手動式リズムマシン。1993年
ちっコイビート(NAKI-C1)コイビートの縮小版。1993年
魚コード(NAKI-DX)魚骨型電気コード。意匠登録認可。素材を変更し市販された。1994年
ウオノメ(NAKI-EX)魚の視界をシミュレートする器具。意匠登録認可。1994年
グラフィッシュ(NAKI-FX)魚が絶命するまでを記録した、時間軸を持つ魚拓。1994年
金魚のフン(NAKI-GX)金の粒を表現者が飲み込み、排泄し回収することにより精神的には価値があるが肉体的には価値がない金という物質を再認識する。1992年
肺魚（はいぎょ）(NAKI-HX)魚の浮袋が納められた瓶の気圧をシリンダーで変化させ、操られる生命を象徴する。1992年
イクラホウ(NAKI-IX)スーパーボールを連続40発発射する装置。1995年
ドスコイ(NAKI-JX)小刀（ドス）が上下しながら走行し、紙を切り刻む装置。1996年
グラスカープ(NAKI-KX)ガラス側を回転させるグラスハープ。意匠登録認可。1994年
放電魚（ほうでんな）(NAKI-LX)電流が流れライトが光る鉄琴。感電しやすく危険な製品の1つ。1995年
リングリン(NAKI-MX)腕にうろこ形の「ヤキ」（あざ）を作る。1997年
魚打棒（なうちぼう）(NAKI-NX)魚をしめ、かつ本体にその魚を納めることができる。1992年
オタクギョタク(NAKI-OX)1000匹の架空の魚を描いたもの。1992年
パチモク(NAKI-PX) 1993年 パチモクコンパクト 2024年指パッチン（弾指とも説明される）で作動するコントローラを使って、ムーブメントの先に付いた木魚を鳴らす楽器。代表作の一つ。
雷来剣（らいらいけん）(NAKI-QX)雷が落ちると上空の雷に向かって剣が飛ぶ避雷針。1997年
タコニワ(NAKI-RX)水槽内の魚の泳ぎに連動して電源をコントロールする装置。1995年
サバオ(NAKI-SO)人間と魚類の中間の顔をした13週目の胎児に似せて作られた、ピストル型腹話術人形。1995年7月、展覧会内で40体が制作され「里親に出」された（限定販売）。1995年
魚立琴（なたてごと）(NAKI-TX)魚型の電動琴。名称はナタデココが由来。1994年
ウケーテル(NAKI-U1)受話器を取って時報を聞くと魚のいる水槽に針が落ち、偶然を介して魚の命に間接的に鑑賞者が関わる。1993年
魚型ボタン（なかたぼたん）(NAKI-VX)LEDが光る洋服のボタン。名称は中田ボタンが由来。1997年
コイブミ(NAKI-WX)タコニワと組み合わせ、無意味な文章を打つ自動タイプライター。1996年
聖魚（せいぎょ）(NAKI-XX)魚が進んだ方向に動く自動走行型水槽。1994年
弓魚（ゆみな）　1号(NAKI-YX1)1992年　2号(NAKI-YX2)1993年　3号カブラヤ(NAKI-Y3)1994年 4号イトツギ 2020年脊髄が矢になった、魚骨型の弓矢。
明和電機魚器図鑑(NAKI-ZX)作品解説が収められた本。（書誌情報を主な著書に示す）1997年

### ツクバシリーズ
ツクバシリーズはアナログな動作を特長とする楽器シリーズ。アナログな動作という説明があるが、実際は100VをスイッチングしソレノイドをON・OFFで動作させるデジタルな動作である。楽器の開発に当たっては、以下の条件を必ず満たす様に心掛けたという。
- 音の発生源として、スピーカーは使用しない。誘導負荷（モーター・電磁石など）による力学的な発音方法、いわゆるアコースティックで。
- 家庭用電源（100V）をスイッチングするだけの単純な回路構成。関数回路はできるだけ避ける。
- 演奏方法が、従来の楽器の運指方法に例がないもの（結果として、ばかばかしいもの）。

パチモクやコイビート、マリンカなどと組み合わせ、舞台パフォーマンスや音楽活動に用いられている。この楽器群を用いて制作された音楽ジャンルは「ツクバミュージック」と自称し、CDも発売されている。
ツクバシリーズを美術館などで展示する際、現在進行形の機器がホワイトキューブにおけるマジックによって死ぬ（展示室の白い空間にポツンとおけばどんなものも美術品にみえてしまう）ことを避けるために、ライブステージのようなコスプレをさせていることも特徴。
この、打楽器とコンピューターミュージックを合わせた面白さを、子供にも体験してもらおうと展開した、「knock！（ノック！）シリーズ」があり、カラーがオレンジ色で統一されている。
ノッカー(MI-X1)電動マレット。1994年
トントンくん(製品形式なし)ノッカーを遠隔操作するスイッチパッド。作者の学生時代に製作した、ツクバシリーズの原点ともいえる作品。
トントンくんたたくことを目的に、打楽器奏者向けに開発された大型100Vスイッチ。2005年
音源(MI-X2 Pre)制作第1号音源。蓋を閉じるとコンパクトに持ち運べる。1993年
音源(MI-X2)電動ドラムマシン。「ノッカー」を利用し、発泡スチロールや缶などのモノを叩いてリズムをとる。1995年
音源II(MI-X2)電動ドラムマシン。音源の第2弾。1999年
音源III(MI-X2)ヨーロッパ公演用に制作されたコンパクトなスーツケース型音源。閉じた状態でも演奏可能。2001年
スーツケース音源(MI-X2)スーツケースそのものを発音体にした音源。2012年
UME音源(MI-X2)新型梅コース用の音源。収納ケースがそのまま発音体になっている。2024年
オクトバス(MI-00)ベース音源。エレキベース用の弦に両面テープをあてがい、それを電磁石で剥がすことによって低音を出す。1996年
ギターラ（仮称）(MI-01)6本のギターを足踏み式オルガンで遠隔操作する電動ギター。1994年
ゴムベース(MI-02)ゴムバンドを弦に使用したコンパクトフレットレスベース。実用新案登録済。1995年
ゴムベースII(MI-02 II)見た目を重視し、エレキベース風に改造した99年式ゴムベース。1999年
ゴムベースDX新型梅コース用のゴムベース。2024年
タラッター(MI-03)誰でも簡単にタップを踏むことが出来るリモコン式タップシューズ。爪先のノッカーを手の指先でコントロールする。1993年
ボイスビブラーター(MI-04)強力モーターの振動で声にビブラートをかける装置。1994年
ウルトラフォーク(MI-05)ギター型電源スイッチ。100Vの電流が流れているピックでスプリングの弦を弾くと通電する。1996年
ウルトラフォークII(MI-05 II)アルペジオ・ストローク等のフォークギターの基本操作をわざわざ遠隔操作する機械。1999年
ギターラスリム（夜用）(MI-06)ギターラ（仮称）をコンパクト化した電動ギター。1998年
ギターラコンパクト（G3）(MI-06 II)可搬性を重視した99年式ギターラ。1999年
ロクトバス(MI-07)オクトバスをコンパクト化した電動ベース。1998年
アルペジエーター(MI-08)電動トイピアノ。1998年
武田丸(MI-09)ヤンキーホーン（アメリカ軍放出品のホーン）が由来の形の暴走族もよく使うクラクションを用いたサックス型ヤンキーホーン。アメリカ人という意味のヤンキーと不良と言う意味のヤンキーの駄洒落。ちなみに、武田丸を逆から読むと「丸田武(ガンダム)」になる。1998年
ソーウツボー(MI-10)電動ミュージックソー。2枚の鋸を叩いて音を出す。1998年
ネンネンコロリー(MI-11)赤ちゃんをあやす「ガラガラ」を電動で動かす装置。1998年
プチプチパンチ(MI-12)エアキャップ(プチプチ)を連続的に潰す装置。1998年
コトタマ(MI-13)ブザーから伸びたホースを口にくわえ、口の中でブザーの音を鳴らすことによってロボットの様に喋れるという装置。1998年
パンチくん レンダちゃん(MR-01)ダンスロボット。ボクシンググローブをはめた両腕がスイッチングによって伸縮する。明和電機のライブに欠かせない存在。1994年
パンチくんコンパクト新型梅コース用のパンチくん&レンダちゃん。首は観客が持ち帰り可能。2024年
メイワくん(MR-02)社長（現・会長）・副社長（現・社長）型電動マペット。1995年
プレイメイド(MR-03)自動演奏ロボット。α型・β型・γ型の3体あり、α型は鍵盤ハーモニカを、β型・γ型は太鼓を自動演奏する。1999年
ロボブラジル(MR-04)サンバ調のリズムを奏でるパーカッションロボット。
ELT(MV-01)8×8=64個の電球をコントロールしてパターンを描く電光掲示板。1997年
ELTコントローラー(MV-02)白黒で描かれたパターンを読み込み、ELTに表示するアナログ映像コントローラー。レコード式とハンディスキャナ式のふたつの方式で読み取り可能。1997年
マグネバス(MI-14)自動ベース。磁石に引っ付いてる金属板を電磁石で引きはがすことで音を出す。2012年
フジベース(MI-15)富士山の形の自動ベースギター。MIDI-ACコンバータを内蔵。2013年
メカチター新型梅コース用の自動ギター。2024年

## プロデュース
「ヒゲ博士」や、カゴメ株式会社と共同開発した「ウェアラブルトマト」などの明和電機のノウハウを応用した、様々なプロデュース業務を行っている。「「ウェアラブルトマト」は、カンヌライオンズ2015、ヘルス＆ウェルネス部門でブロンズを受賞。

### ヒゲ博士
それは2014年4月10日の土佐社長のtwitter、「なんだか今年はヒゲつけたい」のひとことから突如始まった明和電機の子供向けミュージカル。オレンジ色のおかっぱ頭にオレンジ色のヒゲをつけ、頭頂部にヒラメキの電球を搭載した社長演じる「ヒゲ博士」が、ナンセンスマシーンの発想のヒントを構想し、「ヒラメイタ！」の言葉を合図に、アシスタントである“ボール星人”と、完成したマシンのデモンストレーションを行う。
ヒゲはHIGEで、Hyper International Global Energy の略である。全てヒゲエネルギーで動いている為、ヒゲ博士のヒゲも取れると活動停止してしまう。
ベロミン（HM-01）
金属の板で出来た「舌」をはじいて音を出し、耳の円盤を回してその音程を変える宇宙人。2014年
メカピーコック（HM-02）
オモチャのピロピロ笛を20本制御することで、背中に装着するとダンスが誰でも派手に見える装置。2014年。2015年にはよりパワフルになったメカピーコック・ターボが開発される。
トリウォーカー（HM-03）
足に装着した機構により、誰もが「鳥が歩くような動き」になる装置。2014年
クウキポーン（HM-04）
空気法を使って煙の輪を両手から発射する装置。2014年
ウェアラブルトマト
カゴメ(株)と共同開発した、走行中のマラソンランナーにトマトを食べさせる装置。明和電機通称「トマタン」。2015年
ボーン・バー
骨の形をした遠隔操作打楽器。2015年
新型バウガン
オレンジのヒゲを付け、牙はなくなり、顔に胴体も装着され、可愛らしくアレンジされたバウガン。2015年

## ファッションブランド

### Meewee Dinkee（ミーウィーディンキー）
2013年10月28日、土佐信道がtwitter（SNS）で「明和電機がファッションブランドをはじめました。」とつぶやいた。
Meewee Dinkeeは、明和電機＋デザイナー＆ディレクターに映画監督として活動するTORICO＋グラフィックワークにロンドンで活動し2013年帰国した気鋭アーティストのAruta Soupのコラボレーションブランド。
ブランドコンセプトは「アートからファッションへ」
展示会での土佐信道は明和電機のトレードマークである青色の作業服を脱ぎ“メッチャ・コウサクスキー博士”や“ヒゲ博士”の姿で登場、Meewee Dinkeeでのスタイルを模索している。
ブランド立ち上げ以降、Rooms(ファッションとデザインの合同展示会)(東京)、GALLERY ABYDOS（東京）、ポップアップショップ WALL(東京)(広島)、東急百貨店(東京)、CLASKA(東京)、UPSTAIRS GALLERY（東京）、西武百貨店（東京）、excube(SHOP/GALLERY)（大阪）などへ出展・展示を行っている。
テーマやモチーフ
2014SS - 明和電機の製品や世界観
2014AW - おもちゃ
2015SS - 制服
2015AW - 丸尾末広「少女椿」コラボモデル
2016SS - KABUKU　※「ナポレオン銃バッグ（＝NG Bag）」制作 - 2015年

## 広告デザイン
明和電機における広告デザインは、93年のオーディション大賞受賞時から現在に至るまで、デザイナーの中村至男が担当している。単なる悪ふざけに終始しないという考えの下、大企業の広告戦略並の注意が払われている。また、展覧会ポスターなどに使われている写真は主に、三橋純が撮影している。ごく最近まで写真合成を使わず、ほとんどは現場での一発撮影である。

## 音楽活動

### オムニバスアルバム
| 発売日        | タイトル      | 規格品番 | 備考                                                                                                |
| ------------- | ------------- | -------- | --------------------------------------------------------------------------------------------------- |
| 1997年10月1日 | POISON JUNKIE | KSC2-193 | 1997年「現代音楽（明和電機メドレー）」収録 李博士＋篠原ともえ＋明和電機とのユニットアリラン明電名義 |

### シングル
| 発売日                                           | タイトル             | 規格品番  | 備考 |
| ------------------------------------------------ | -------------------- | --------- | --- |
| ソニー・ミュージックエンタテインメント           |                      |           | |
| 1997年7月21日                                    | エーデルワイス       | SRDL-4391 | ミニアルバム「魁 明和電機」に収録 |
| MaywaDenki                                       |                      |           | |
| 2016年9月4日                                     | ヒゲ博士とオモチャ箱 |           | |
| 2020年4月12日 (先行販売) 2020年7月2日 (正式販売) | SUSHI GO!            |           | 明和電機事業報告ショー2020にて SUSHI GO!をSUSHI BEAT (NAMI)購入者が自分で演奏することによって成立するものとして発表。 7月2日、Youtube LIVE配信SUSHI BEATにて、アクリルケース、その他関連製品を発表、MV公開、音楽配信。 |

### アルバム
| 発売日                                 | タイトル               | 規格品番   | 備考 |
| -------------------------------------- | ---------------------- | ---------- | --- |
| ソニー・ミュージックエンタテインメント |                        |            | |
| 1996年1月21日                          | 提供 明和電機          | SRCL-3462  | ミニアルバム                                                                                             |
| 1996年8月21日                          | 御中元 明和電機        | SRCL-3629  | ミニアルバム                                                                                             |
| 1997年8月21日                          | 魁 明和電機            | SRCL-3997  | ミニアルバム                                                                                             |
| 1997年10月1日                          | 俺は宇宙のファンタジー | KSC2-193   | ミニアルバム。李博士とのユニットアリラン明電名義                                                         |
| 1998年5月21日                          | 道                     | SRCL-4226  | ミニアルバム                                                                                             |
| 徳間ジャパンコミュニケーションズ       |                        |            | |
| 2000年7月26日                          | SAVAO                  | TKCA-71974 | ミニアルバム                                                                                             |
| 2001年8月22日                          | サバオでサンバ!        | TKCA-72203 | ミニアルバム                                                                                             |
| 2002年6月26日                          | 地球のプレゼント       | TKCA-72364 | ミニアルバム。既発曲をフォークアレンジした曲と新曲を加えたもの。                                         |
| ソニー・ミュージックダイレクト         |                        |            | |
| 2005年9月28日                          | GOLDEN☆BEST 明和電機   | MHCL 627~8 | ソニー・ミュージックエンタテインメント所属時の音源・未発表音源を収録したソニー時代のコンプリート・ベスト |

### インターネット配信
| 発売日        | タイトル                 | 規格品番 | 備考                                           |
| ------------- | ------------------------ | -------- | ---------------------------------------------- |
| 2013年12月4日 | 明和電機のヤックウィ～ン |          | 20周年記念に作られた世界一熱い「役員紹介の歌」 |
| 2024年2月27日 | 教えて！超弩級電脳麻雀   |          | 静電場朔とのコラボ曲                           |

### プロデュース作品
| 発売日        | タイトル                  | 規格品番   | 備考                                                              |
| ------------- | ------------------------- | ---------- | ----------------------------------------------------------------- |
| 2011年3月30日 | おめでトーン♡ありがトーン | YRCN-90144 | （NUT<明和電機×YGA>名義）※ピラメキーノ(テレビ東京) エンディング曲 |

## ビデオ・LD・DVD
| 発売日                                 | タイトル                                                       | 規格品番   | 備考   |
| -------------------------------------- | -------------------------------------------------------------- | ---------- | ------ |
| ソニー・ミュージックエンタテインメント |                                                                |            |        |
| 1996年1月21日                          | 明和電機画報1                                                  | SRVM-510   | VHS    |
| 1996年8月21日                          | 明和電機画報2                                                  | SRVM-537   | VHS    |
| 1997年8月21日                          | 明和電機画報3                                                  | SRVM-5593  | VHS    |
| 1998年5月21日                          | NAKI 26のナンセンス=マシーン                                   | SRVM-5617  | VHS/LD |
| 2004年7月28日                          | NAKI 26のナンセンス=マシーン                                   | MHBL-14    | DVD    |
| 2004年7月28日                          | MECHATRONICA メカトロニカ<初回生産限定盤>                      | MHBL-11    | DVD    |
| 2004年7月28日                          | MECHATRONICA メカトロニカ<通常盤>                              | MHBL-13    | DVD    |
| よしもとアール・アンド・シー           |                                                                |            |        |
| 2005年8月24日                          | 明和電機のナンセンス楽器<初回限定版>                           | YRBI-73000 | DVD    |
| 2005年8月24日                          | 明和電機のナンセンス楽器<通常版>                               | YRBI-73001 | DVD    |
| 2014年11月5日                          | 祝 明和電機 20周年ライブ in 赤坂 BLITZ                         | YRBN-90861 | DVD    |
| バップ                                 |                                                                |            |        |
| 2005年10月21日                         | デジタル・スタジアム vol.2 デジスタ笑劇場 明和電機セレクション | VPBF-15282 | DVD    |

## 大手出版本
- 明和電機魚器図鑑 （土佐正道・土佐信道　著）1997年　NTT出版　ISBN 487188533X
- 明和電機会社案内 （明和電機　著）1998年　アスペクト　ISBN 4757200315
- 明和電機ショートストーリー（土佐正道　著）2000年　シンコー・ミュージック　ISBN 4401616464
- 魚コードのできるまで（土佐信道　著）2002年　NTT出版　ISBN 4757150334
- 明和電機 ナンセンス＝マシーンズ（明和電機　著）2004年　NTT出版　ISBN 4757170254
- 明和電機の広告デザイン （中村至男・土佐信道　著）2006年　NTT出版　ISBN 4757170327
- すーびょーるーみゅー（谷川俊太郎　文・土佐信道　絵）2007年　クレヨンハウス ISBN 9784861010859

## 自費出版本
- エーデルワイス プログラム(EDELWEISS PROGRAM)2004年11月（2024年2月再販）　著者　Novmichi Tosa
- オタクギョタク(Otakugyataku)2005年8月　著者　土佐信道
- ワッハゴーゴー(WAHHA GO GO)2009年8月　著者・装丁　土佐信道
- ナンセンス脳とスケッチβ版(nonsence nou to sketch)2012年3月　著者　土佐信道
- ノックマン(Knock Man)2000年　著者　T-Novmichi
- オタマトーン全スケッチ集(Otamatone complete drawings)2013年11月　著者　土佐信道
- 明和電機　全製品カタログ(Maywa Denki complete product catalog)2014年1月
- 明和電機社長の手がき一発コラム　電協ファミリー通信　著者　土佐信道
- 明和電機社長の手がき一発コラム　世界の社長から　2024年7月　著者　土佐信道
- 明和電機ナンセンスマシーン全製品カタログ(Maywa Denki nonsense machine complete product catalog)2024年7月
- 明和電機ジャーナル　2013年から毎年四回発行。

## 主な出演作品

### CM
- 日立電線 (BS朝日) - 2001年
- サントリー缶チューハイ「青春」- 2003年 土佐信道出演
- 三協立山三協アルミ - 2023年

### 映画
以下は土佐信道名義で出演。
- 河童 (1994年の映画) - 1994年 (記者役)
- SURVIVE STYLE5+ - 2004年 (大学病院助手・山口役)
- HINOKIO - 2005年 (教師役)
- 日本沈没 - 2006年 (田所博士の部下役)
- 腑抜けども、悲しみの愛を見せろ - 2007年 (小森哲生役)
- 天国はまだ遠く - 2008年 (駅員役)

### TVドラマ
- 重版出来! - 2016年（見坊我無役）
- 増山超能力師事務所 - 2017年（店長・染谷保役）

### テレビ番組
- タモリの音楽は世界だ!（テレビ東京、1995年10月-）※レギュラー
- トゥナイト2(テレビ朝日、1995年7月11日)
- 夕陽のドラゴン(スペースシャワーTV、1996年8月22日)
- 題名のない音楽会(テレビ朝日、1997年)
- 未来派宣言(NHK、1997年6月6日)
- フルーツサンデー(NHKBS2、1997年7月20日)
- ねぎテレビ（テレビ神奈川・千葉テレビ・群馬テレビ・KBS京都・岐阜放送 ローカル、1997年10月-）
- たけしの誰でもピカソ（テレビ東京、1998年5月 - ）※準レギュラー
- デジタル・スタジアム（NHKBS2、2000年5月 - ）※準レギュラー
- sakusaku モーニングコール（TVK、2000年5月1日〜5日）
- 渋谷原宿ポップストリート（NHKBS2、2000年5月3日）
- HEY!HEY!HEY! MUSIC CHAMP（フジテレビ、2000年8月28日）
- 梁山泊(スペースシャワーTV、2000年9月)
- トップランナー(NHK、2001年4月12日)
- 天才ビットくん（NHK教育テレビ、2001年4月）※準レギュラー
- プレゼンタイガー(フジテレビ、2001年4月27日、5月4日)
- D’s garage(テレビ朝日、2001年8月1日)
- 純美学おしゃれギャラリー(BS日テレ、2001年8月18日)
- 明和電機インターネットショー 超！技能訓練所(※生中継インターネット配信、2001年8月31日)
- いっきにパラダイス(NHK、2001年10月26日)
- メレンゲの気持ち(日本テレビ、2001年10月27日、2009年11月28日)
- おしゃれ工房(NHK教育、2001年11月6日、7日)
- 課外授業 ようこそ先輩(NHK、2001年12月16日)
- BSどーもくんワールド(NHK BS2、2002年4月19日)
- Mの黙示録(テレビ朝日、2002年7月17日)
- ふるさと発今あの人に会いたい(NHK、2002年11月22日)※中国地方5県での放送
- タモリ倶楽部(テレビ朝日、2003年5月23日)
- 首都圏ネットワーク茨城スペシャル(NHK水戸、2003年5月26日)
- ポンキッキーズ21(フジテレビ、2003年5月31日)
- 新モンド総合研究所 学研な「科学」(SKY Perfect TV、2003年8月8日)
- デジスタ・ビギナーズ(NHK BS1、2003年8月9日)
- 新モンド総合研究所 アナログホビーの超人たち(SKY Perfect TV、2003年10月17日、24日)
- わくわく授業 わたしの教え方(NHK教育、2004年1月29日)
- デジスタ・アウォード2005〜前編〜(NHK BS、2005年12月17日、18日)
- デジスタ・アウォード2005〜後編〜(NHK BS、2005年12月24日、25日)
- 英語でしゃべらナイト(NHK、2006年6月16日)
- デジスタ・ビギナーズ(NHK BS、2007年10月18日、21日)
- デジスタ・アウォード2007(NHK BS、2007年12月8日)
- YOSHIMOTO DIRECTOR’S 100　映画「バカロボ」(中京テレビ、2009年1月22日)
- デジスタ・アウォード2008/09(NHK BS、2009年3月7日、9日、14日、16日)
- BS熱中夜話びっくり！ハンドメイド(BS2、2009年5月15日)
- デジスタ・ティーンズ(NHK Eテレ、2010年9月29日、10月6日、13日)　※準レギュラー
- ABUロボコン世界大会2010世界大会(NHK、2010年11月3日)　※土佐信道がレポーターで出演
- おしゃれイズム(日本テレビ、2010年11月14日)
- ズームイン!!SUPER(日本テレビ、2010年11月19日)
- MUSIC FOCUS（チバテレビ／ビーインググループ、2011年1月5日）
- ワンセグランチボックス(NHKワンセグ2、2011年1月5日)
- PON!（日本テレビ、2011年1月7日）
- TOKYO EYE(NHK WORLD TV、2011年1月18日)
- SAKUSAKU(テレビ神奈川、2011年3月17日)
- たけしアート☆ビート(「たけしアート☆トーク」、NHK BSプレミアム、2011年5月-)　※準レギュラー
- ABUロボコン世界大会2011(NHK、2011年9月19日)
- 今日感テレビ(RKBテレビ、2011年9月28日)
- ハチナビプラス ギュギュっと(TNCテレビ、2011年9月28日)
- ナイトシャッフル(FBSテレビ、2011年10月9日)
- チャートバスターズR! (RKBテレビ、2011年10月22日)
- 天津のGW96時間(スカパー×ニコ生、2012年5月6日)
- ザ・プライムショー(WOWOW、2012年7月31日)
- TOKYO DESIGNERS WEEK.tv(BS日テレ、2012年8月17日)
- ワールドビジネスサテライト〜スミスの本棚〜(テレビ東京、2012年11月14日)
- 渋谷LIVE!ザ・プライムショー(WOWOW、2013年2月12日)
- ドコモとコドモとオトナの科学 #1 ミニエレキ(nottv ※スマホ向け放送局、2013年3月5日)
- パフォーマンスA(TBS)、2013年5月20日)
- エンダン(nottv)※スマホ向け放送局、2013年10月18日)
- カツヤマサヒコSHOW(サンテレビ、2013年12月7日)
- popmaker(BS朝日、2014年5月2日)
- weekend Hips (TOKYO MX、2014年7月12日)
- ガリゲル (読売テレビ、2014年8月3日)
- クロスミュージック(東海テレビ、2015年1月28日)
- わんダフォー（RKC高知放送、2015年7月13日）
- ググって○○聞いてみた!?(TOKYO MX、2015年8月10日)
- 探検バクモン(NHK、2017年4月26日)
- デザイントークス+ (Eテレ、2020年3月5日)
- ACTIVE10(Eテレ、2020年6月19日)
- Wow!Ho!TV(TOKYO MX, 2020年8月4日、8月11日、2021年1月26日、2月9日、2月16日、3月10日、3月17日、3月24日)[21][22]
- 二次元領域拡大通信 (BSフジ、2020年10月3日)
- 出没!アド街ック天国 (テレビ東京、2021年5月29日)[23]
- じゅん散歩 (テレビ朝日、2021年12月14日、12月19日「週刊!じゅん散歩」)
- ハマスカ放送部(テレビ朝日、2024年6月17日)

## 関連人物・組織

### 個人
- アニエス・ベー - 明和電機の熱心な支援者であり、衣装（作業服）の提供、アニエス・b店舗での作品展示などを行っている。
- ヲノサトル - 明和電機「経理のヲノさん」。ディレクション、演奏など担当。
- クワクボリョウタ - 一時、研究生として明和電機に在籍。ビットマンなどの共同開発を行う。
- スズキユウリ - 明和電機「研究員のユウリくん」。元工員。
- 白土直子 - SET所属。SETから「出向」、「ナッパーズ」の一員として楽曲やライブに参加。
- 丸山優子 - 同上
- ビビ,vivi - 「バイト」として「ナッパーズ」の一員となり楽曲やライブに参加(野畑桂子名義,1995-1998)。のちiyiyim(1998-2008),スイートハンド(2008~2021- )などに所属。2018年に会長・社長とセッション[24][25]。
- 石井竜也 - 監督映画「河童 KAPPA」にて明和電機デザインの楽器を使用。
- しりあがり寿 - 明和電機のシンボルマーク、カッパマークをデザイン。電協（明和電機協同組合=ファンクラブ）第1号でもある。実弟は明和電機の初代マネージャー。
- 李博士 - 「アリラン明電」として共演。
- 井伊英理 - 明和電機の作業服コスプレをした「明和電子ちゃん」として共演した事のあるテルミン・プレーヤー。
- 谷川俊太郎 - 絵本「すーびょーるーみゅー」共作。
- 杉木ヤスコ - 土佐正道と音楽ユニット『Y&M☆O』（ヤスコーン&マサビッチ☆オーケストラ）結成。
- TORICO - 「Meewee Dinkee（ミーウィーディンキー）」デザイナー＆ディレクター担当
- Aruta Soup - 「Meewee Dinkee（ミーウィーディンキー）」グラフィックワーク担当
- 山口勝弘 - 筑波大学時代の恩師

### 組織
- cali≠gari - 「マグロ」という楽曲のPVの衣装プロデュース・PV出演。ライブでは競演も。
- よしもとグラビアエージェンシー - 明和電機プロデュース『NUT』結成。

## その他
- バミリオン・プレジャー・ナイト - 歌手として頻繁に出演していた。
- 21世紀型アーティスト - NTT出版は明和電機を21世紀型アーティストと紹介している。